# Новиков, Александр Григорьевич
Александр Григорьевич Новиков (11 октября 1915 — 31 июля 2002) — бригадир участка отделки и подготовки к отгрузке металла в прокатном цехе Златоустовского металлургического завода. Герой Социалистического Труда. Депутат Верховного Совета СССР шестого созыва (1962—1966).

## Биография
Александр Григорьевич Новиков родился 11 октября 1915 года в с. Ярославка Златоустовского уезда (ныне Дуванского района Республики Башкортостан).
Образование — среднее специальное, в 1963 г. окончил Златоустовский металлургический техникум.
Трудиться начал в 1932 г. рабочим в доменном цехе Златоустовского металлургического завода Челябинской области. Освоив профессию крановщика, в 1933—1936 годах работал помощником машиниста подъемника. В 1936—1937 годах работал старшим пионервожатым средней школы № 23, директором Златоустовского Дома пионеров.
В 1938—1940 гг. служил в рядах РККА. В 1939 году — принимал участие в присоединении Западной Украины к СССР. Служил в стрелковом полку — старшиной роты связи.
После демобилизации вновь работал на Златоустовском металлургическом заводе С 1941 г. — машинист клещевого крана прокатного цеха, бригадир участка отделки и подготовки к отгрузке металла в прокатном цехе № 1.
За выдающиеся успехи, достигнутые в деле развития чёрной металлургии, Указом Президиума Верховного Совета СССР от 19 июля 1958 г. А. Г. Новикову присвоено звание Героя Социалистического Труда.
С 1964 до ухода на пенсию в 1975 году работал машинистом завалочной машины мартеновского цеха № 2, старшим инженером центральной лаборатории технологической автоматизации сталеплавильных и прокатных цехов Златоустовского металлургического завода.
Депутат Верховного Совета СССР шестого созыва (1962—1966).
В 1985 году принимал участие в Параде Победы в Москве, приуроченному к 40-летию Победы в Великой Отечественной войне.
Новиков Александр Григорьевич умер 31 июля 2002 года.

## Награды
- Герой Социалистического Труда (1958)
- Награждён орденами Ленина (1958), Трудового Красного Знамени (1954), медалями.